# Farhults socken
Farhults socken i Skåne ingick i Luggude härad, ingår sedan 1971 i Höganäs kommun och motsvarar från 2016 Farhults distrikt.
Socknens areal är 21,30 kvadratkilometer varav 21,13 land. År 2000 fanns här 965 invånare.  Tätorten Mjöhult samt kyrkbyn Farhult med  sockenkyrkan Farhults kyrka ligger i socknen.

## Administrativ historik
Socknen har medeltida ursprung.  
Vid kommunreformen 1862 övergick socknens ansvar för de kyrkliga frågorna till Farhults församling och för de borgerliga frågorna bildades Farhults landskommun. Landskommunen uppgick 1952 i Jonstorps landskommun som 1971 uppgick i Höganäs kommun. Församlingen uppgick 2002 i Farhult-Jonstorps församling.
1 januari 2016 inrättades distriktet Farhult, med samma omfattning som församlingen hade 1999/2000.
Socknen har tillhört län, fögderier, tingslag och domsagor enligt vad som beskrivs i artikeln Luggude härad. De indelta soldaterna tillhörde Norra skånska infanteriregementet, Luggude kompani.

## Geografi
Farhults socken ligger sydväst om Ängelholm vid Skäldervikens innersta del. Socknen är en odlad slättbygd.

## Fornlämningar
Ett 10-tal boplatser från stenåldern är funna. Dessutom finns gravhögar möjligen från bronsåldern.

## Namnet
Namnet skrevs 1499 Ffawerholt och kommer från kyrkbyn. Namnet innehåller fager här menande 'passande, tjänlig' och hult, 'skogsdunge'..